# دانشگاه گوئیژو
دانشگاه گوئیژو (贵州大学) یک دانشگاه دولتی استانی است که در حومه گوئیانگ، مرکز استان گوئیژو چین واقع شده است. این دانشگاه وابسته به استان گوئیژو است و توسط دولت مردمی استان گوئیژو و وزارت آموزش جمهوری خلق چین تأمین می‌شود. این دانشگاه بخشی از پروژه ۲۱۱ و ساخت‌وساز درجه‌یک دوگانه است. رتبه‌بندی دانشگاه گوئیژو در رتبه‌بندی دانشگاه‌های جهان (ARWU) ۷۰۱ تا ۸۰۰ است.
این مؤسسه در سال ۱۹۰۲ تأسیس شد که مؤسسه آموزش عالی در استان گوئیژو است. این دانشگاه یک دانشگاه کلیدی ملی در پروژه «یک استان، یک مدرسه» در غرب میانه چین بود. دانشگاه گوئیژو با بیش از ۳۰٬۰۰۰ دانشجو، یکی از بزرگ‌ترین دانشگاه‌ها در جنوب غربی چین است.

## تاریخچه
دانشگاه مدرن گوئیژو به‌عنوان مؤسسه آموزش عالی گوئیژو (贵州大学堂) شناخته می‌شد که در سال ۱۹۰۲ تأسیس شد. این مؤسسه به دانشگاه استانی گوئیژو (省立贵州大学)، کالج ملی کشاورزی و مهندسی گوئیژو (国立贵州农工学院) و در نهایت به دانشگاه ملی گوئیژو (国立贵州大学) تبدیل شد.
در سال ۱۹۹۷، کالج کشاورزی گوئیژو، مؤسسه هنرهای گوئیژو و مدرسه آموزش کادر کشاورزی گوئیژو با هم دیگر ادغام شده و دانشگاه گوئیژو را تشکیل دادند.
در سال ۲۰۰۴، دانشگاه صنعتی گوئیژو در دانشگاه گوئیژو ادغام شد تا دانشگاه فعلی گوئیژو تشکیل شود. در سال ۲۰۰۵، این دانشگاه به‌عنوان عضوی از «پروژه ۲۱۱» توسط وزارت آموزش جمهوری خلق چین دعوت شد.
همچنین این دانشگاه در طرح دانشگاه دو درجه‌یک چین گنجانده شده است.
دانشگاه گوئیژو با کالج پرسبیتری در کلینتون، کارولینای جنوبی یک رابطه خواهر برقرار کرده است. و هر سال یک برنامه زبان چینی برای پانزده دانشجوی آمریکایی ارائه می‌دهد.

## رشته‌ها
این دانشگاه از ۳۹ کالج تشکیل شده است و برنامه‌های تحصیلی را در ۱۱ بخش دانشگاهی ارائه می‌دهد که به مقاطع کاردانی، کارشناسی، کارشناسی ارشد و دکترا می‌رسد. این موارد عبارتند از:
- کشاورزی
- مدیریت
- اقتصاد
- آموزش
- مهندسی
- تاریخ
- حقوق
- علوم انسانی
- پزشکی
- فلسفه
- علوم

## رتبه‌بندی و شهرت
دانشگاه گوئیژو بهترین رتبه را در استان گوئیژو براساس چندین رتبه‌بندی دانشگاه‌های بزرگ بین‌المللی کسب کرده است. از سال ۲۰۲۲، دانشگاه گوئیژو براساس رتبه‌بندی مؤسسات اس‌سی‌امیگو در بین دانشگاه‌های پژوهشی در سراسر جهان رتبه ۵۷۹ را کسب کرد. رتبه‌بندی سی‌دبلیوتی‌سی لیدن، دانشگاه گوئیژو براساس انتشارات آنها برای دوره ۲۰۱۶–۲۰۱۹ در رتبه ۷۵۵ جهان قرار داد. این دانشگاه توسط رتبه‌بندی دانشگاه‌های جهان (ARWU) در رتبه ۷۰۱ تا ۸۰۰ جهانی قرار گرفت. جدول‌های سالانه شاخص نیچر ۲۰۲۱ توسط تحقیقات نیچر، دانشگاه گوئیژو را در رتبه ۳۳۵ در میان موسسات تحقیقاتی آکادمیک پیشرو در آسیا و اقیانوسیه برای کیفیت بالای انتشارات تحقیقاتی در علوم طبیعی قرار داد.
از سال ۲۰۲۱، دانشگاه گوئیژو در چین رتبه ۱۳۵ را از نظر رتبه‌بندی دانشگاه‌های جهان و رتبه ۱۶۴ را براساس رتبه‌بندیِ اخبار و گزارش جهانی ایالات متحده بهترین دانشگاه‌های جهانی کسب کرد.
| رتبه‌بندی موضوعات براساس                                           | رتبه‌بندی جهانی ۲۰۲۱ |
| ----------------------------------------------------------------- | ------------------- |
| رتبه‌بندیِ اخبار و گزارش جهانی ایالات متحده بهترین دانشگاه‌های جهانی |                     |
| علوم گیاهی و جانوری                                               | ۲۸۹                 |
| شیمی                                                              | ۷۱۵                 |
| مهندسی                                                            | ۸۲۴                 |
| رتبه‌بندی دانشگاه‌های جهان (ARWU)                                   |                     |
| ریاضیات                                                           | ۳۰۱–۴۰۰             |

## همکاری‌های بین‌المللی و مشارکت در سپاه صلح
در سال ۱۹۸۹ کالج کشاورزی گوئیژو، که در آن زمان یک دانشگاه مجزا بود، میزبانی معلمان وی‌اس‌او را در بخش زبان خارجی آغاز کرد. سال بعد، میزبان معلمان خارجی برنامه ای‌آی‌اس‌اچ از استرالیا و برنامه‌های معلمان بازدیدکننده از نیوزلند و دانشگاه آلاباما شد. به‌طور همزمان، معلمان وی‌اس‌او از انگلستان و هلند برای کار در سایر مؤسسات آموزش عالی گویانگ، ازجمله مدرسه مد و کالج پذیرایی، استخدام شدند، که هر دو آموزشگاه رونق گرفته و موجب خروج گوئیانگ از گمنامی نسبی را شدند. این معلمان در هر دو مقطع لیسانس و فوق لیسانس در مؤسسه تدریس می‌کردند.
در سال ۲۰۰۵، هشت سال پس‌از ادغام کالج کشاورزی گوئیژو با دانشگاه گوئیژو، دانشگاه گوئیژو میزبان داوطلبان سپاه صلح ایالات متحده شد. داوطلبان در دو مقطع کارشناسی و کارشناسی ارشد در دانشکده زبان‌های خارجی تدریس می‌کنند.
برای تقویت مبادلات آموزشی و روابط دوجانبه بین چین و گامبیا، دانشگاه گوئیژو در سال ۲۰۱۸ تفاهم‌نامه‌ای را با دانشگاه گامبیا برای ایجاد مؤسسه کنفوسیوس در دانشگاه گامبیا امضا کرد.

## پردیس
دانشگاه گوئیژو دارای سه پردیس است که در منطقه هواشی در اطراف شهر گوئیانگ واقع شده‌اند. این پردیس‌ها به‌ترتیب عبارتند از: پردیس شرقی: شماره ۲۷۰۸، بخش جنوبی خیابان هواشی، منطقه هواشی پردیس جنوبی: جاده شیاهیویی، منطقه هواشی. پردیس غربی: جاده جنوبی جیاکسیو، منطقه هواشی. مرکز اداری در پردیس غربی در رودخانه هواشی، منطقه هواشی در گوئیانگ.

## نگارخانه

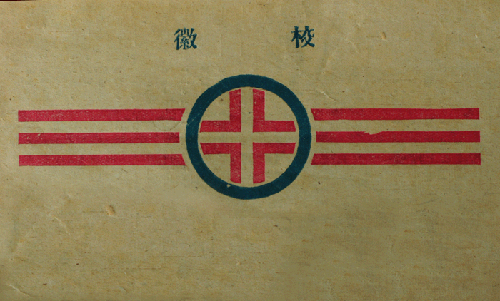
نشان دانشگاه ملی گوئیژو در دهه ۱۹۴۰.
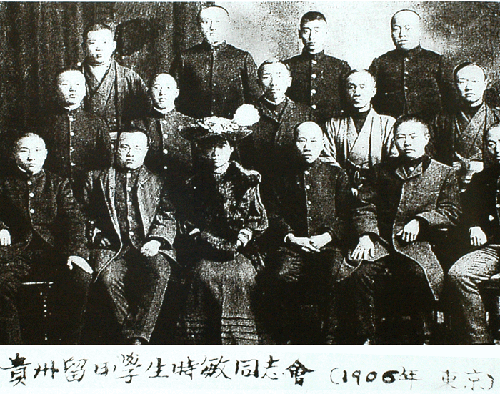
دانشجویان گوئیژو در توکیو، ژاپن در سال ۱۹۰۶. آقای ژانگ شیلو (نفر اول از سمت چپ در ردیف اول) دانشجوی موسسه آموزش عالی گوئیژو بود.
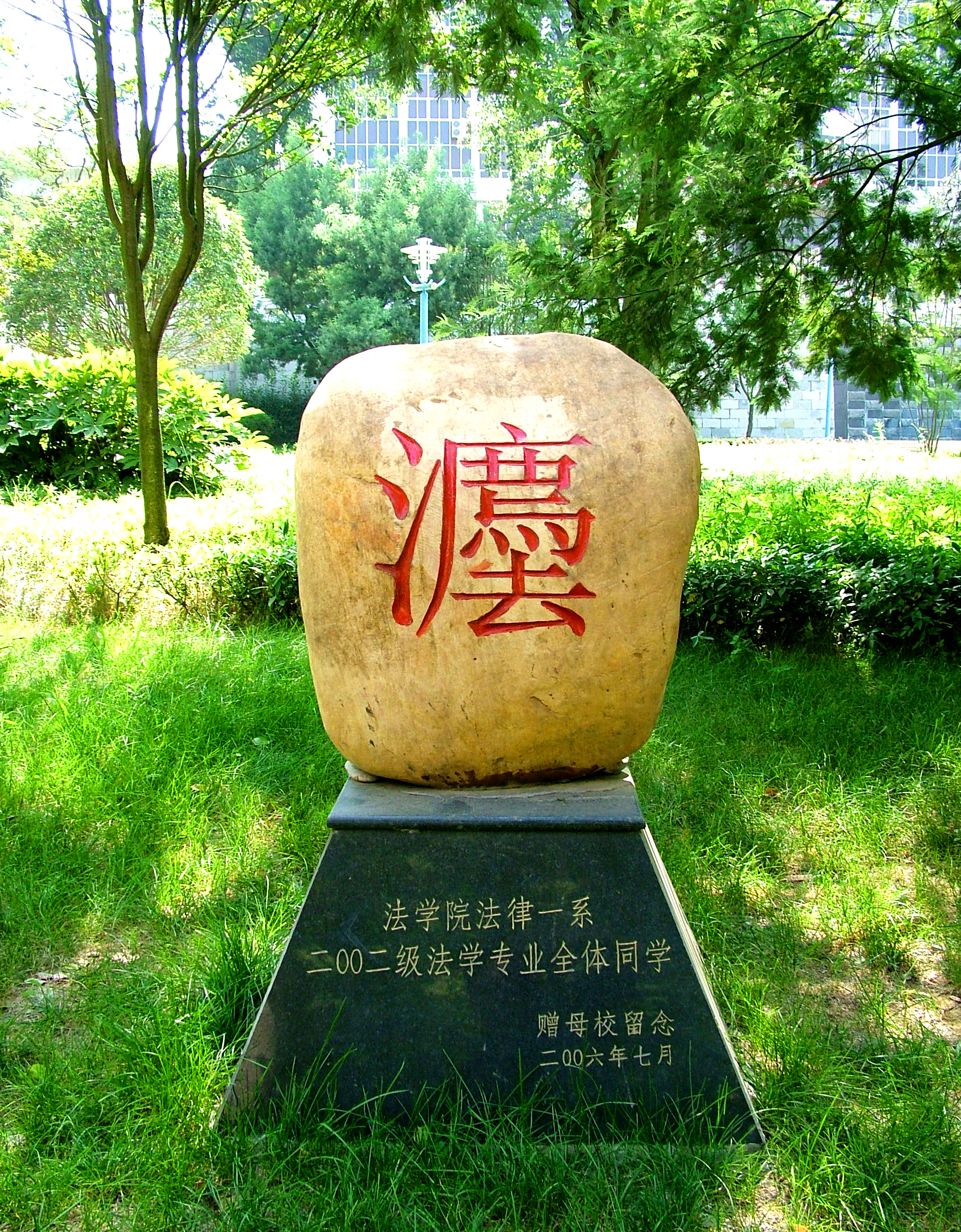
هدیه‌ای از دانشجویان حقوق کلاس ۲۰۰۲ به دانشگاه
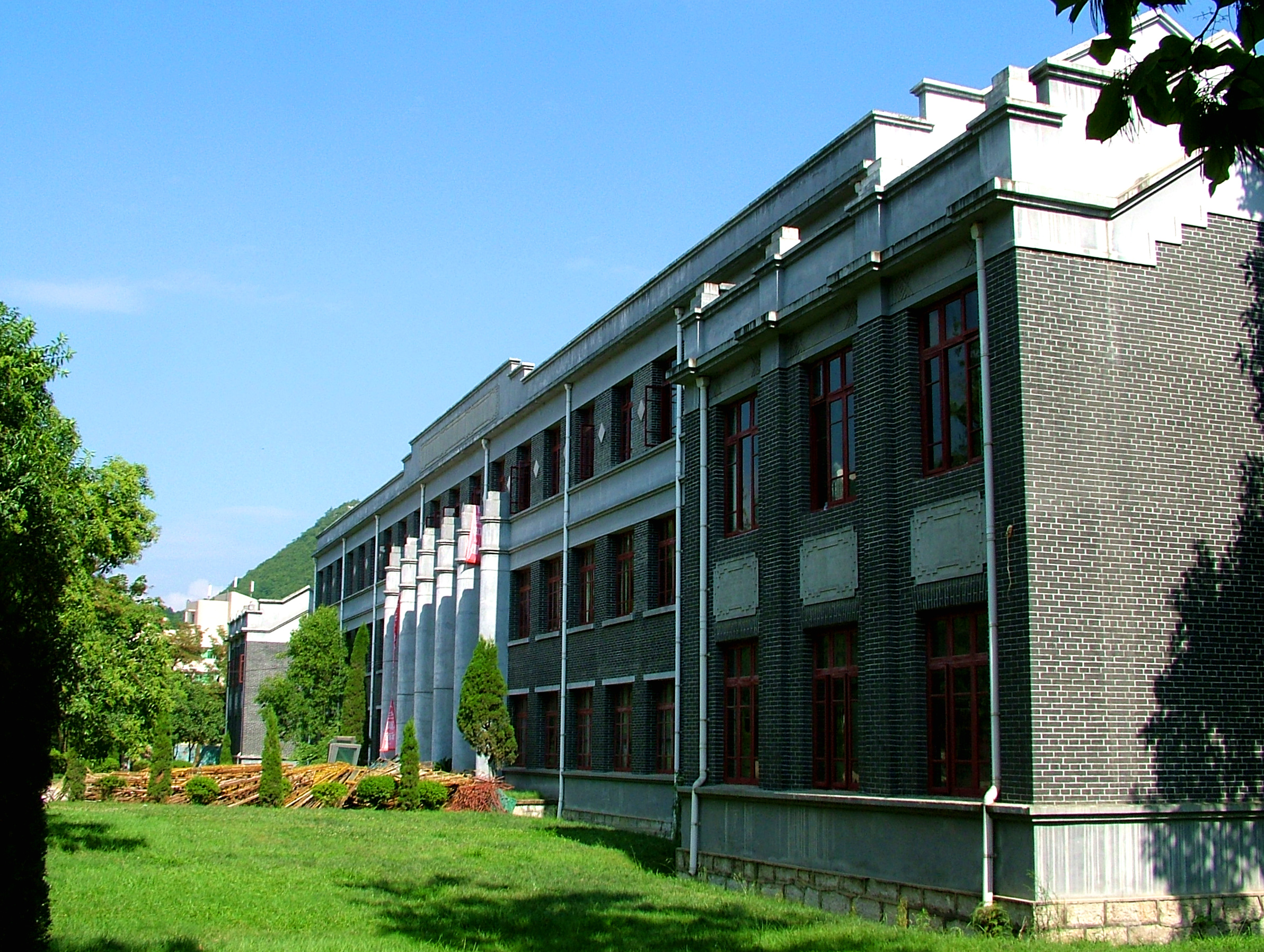
بخش فیزیک و الکترونیک - پردیس شمال